# シラヤマギク
シラヤマギク（学名：Aster scaber）は、秋の山地に咲く野菊の1種。茎は高く伸び上がり、白い菊の花をまばらにつける。

## 特徴
高く立ち上がる多年性の草本。茎は立ち上がって高さ1-1.5mに達する。根出葉は卵心形の葉身に長い葉柄がある。ただしこれは花の時期には枯れてしまう。時として葉の上に無性芽のように見える虫えいを生じる。茎の下部から出る葉は葉身の形は卵心形で長さ9-24cm、幅6-18cm位で先端は短く突き出して尖る。また葉の縁は歯牙縁、つまり歯が並んだような、縁に突起が並んでいるが、それがそれぞれ葉の中心から外向けに真っ直ぐ突き出しているような形である。また葉の裏表両面には短い毛がやや密生していてざらつき、葉質は洋紙質。また6-15cmの葉柄があり、その縁には葉身から流れる翼があるか、またはない。茎の中央から上にかけても葉があるが、それらは上に行くほどに葉身が小さく、また柄が短くなる。
花期は8-10月。茎の先端にゆるい散房状に白い花を着ける。頭花は径18-24mmで、花柄は長さ1-3cm。総苞は長さ4-5mmで3列が重なり、ゆるく瓦を葺くように並んでいる。苞の先端は丸く、細かな毛があり、縁は薄くて乾燥している。
舌状花は6枚前後で、この類では少ない方である。筒状花の花冠は長さ5.5mm。痩果は倒披針状長楕円形でやや丸くて長さ3-3.5mm、幅1mmで無毛。ただし末端には冠毛があって長さ3.5-4mm、長さは不揃いで、表面はざらつき、最も長い毛は先端が少し太くなっている。冠毛は淡褐色を帯びている。
和名の意味は白山菊で、花が白く、山に生えることにより、紫の花を着けるコンギクに対しての名と見られる。なお、同属のシロヨメナの別名にヤマシロギクがあり、これもおそらく同じ意味であるが紛らわしい。

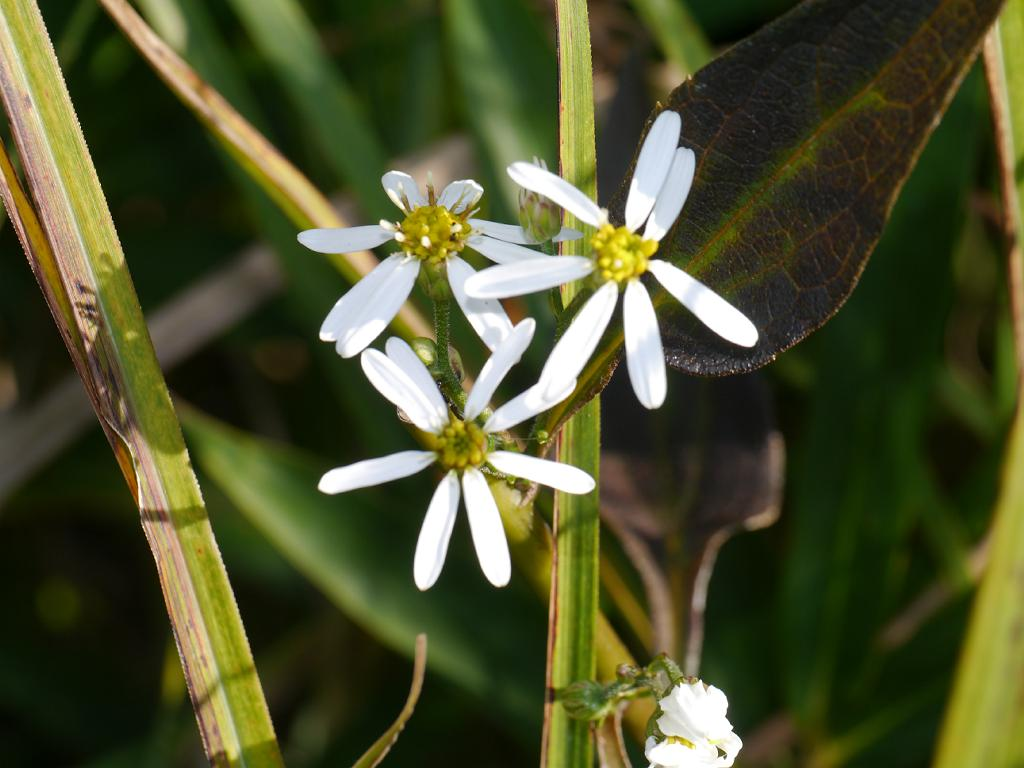
花
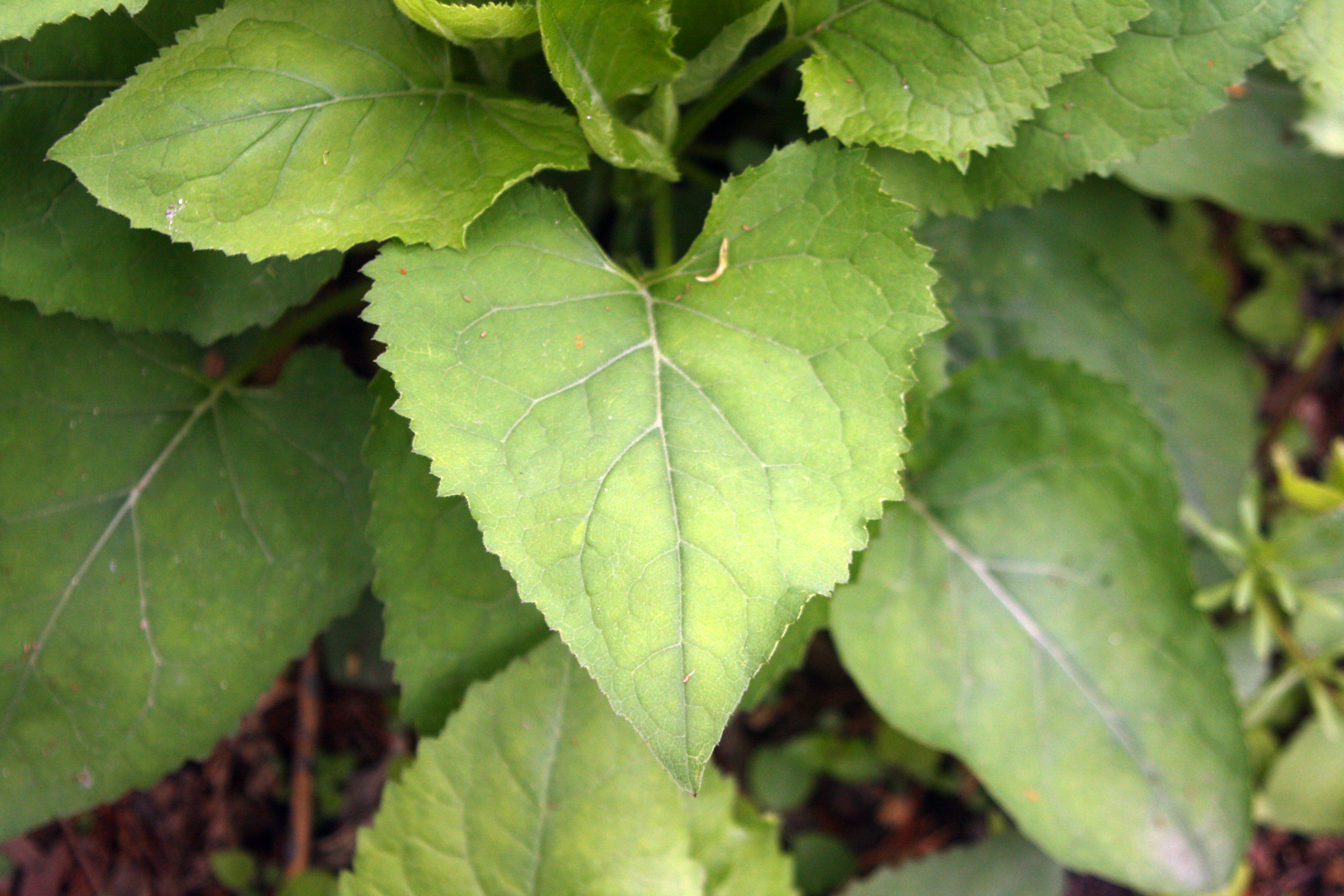
下部の葉が心形をしている
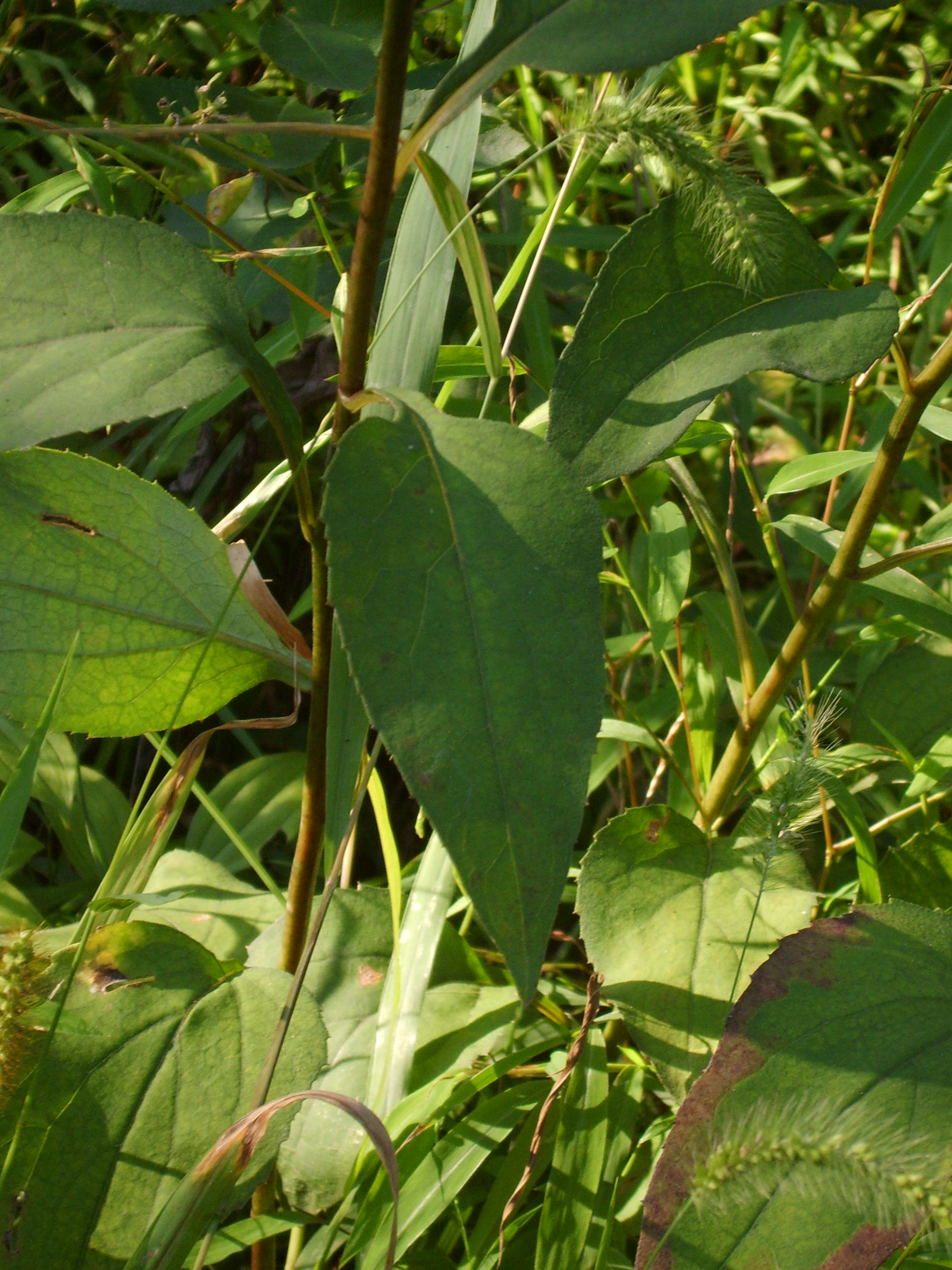
上部の葉

## 分布と生育環境
日本ではほぼ全域（北海道から九州）で見られる。国外ではアジア大陸の北部に広く分布し、朝鮮から中国、ウスリー、アムールまでに広がるが、カムチャッカ半島から千島にはほとんど産しない。
丘陵では明るい雑木林や林縁部によく出現し、山地では崩壊地にもよく出現する。かつてはオミナエシ、ワレモコウ、ツリガネニンジンなどと共に茅原に出現する代表的な草花であった。いがりまさしは『マツムシソウやアキノキリンソウ』と共に『高原に白い野菊が咲き乱れていたらまず』本種である、と記している。

## 分類・類似種など
秋に白い花を着ける野菊に類する植物は数多いが、茎の下部の葉が卵心形になる点が独特で判別は容易である。
この属内の分類としては本種はシラヤマギク節 Sect. Teretiachaenium に含める。共通する特徴は種子（痩果）が円筒形であることで、他にコモノギク A. kommonoensis やサワシロギク A. rugolosus などがあるが、総じて花が小さくてまばらで、見栄えがあまりよくない。
またサワシロギクとの間に雑種を形成し、ナガバシラヤマギク A. ×sekimoyoi Makino と呼ばれる。

## 利用
若い芽を摘んで食用とすることがあり、このことからヨメナに対してムコナと呼ぶことがある。
花の鑑賞価値についていがりまさしは『舌状花はまばらで』地味だが『ほかの秋の野草と群れ咲く姿はなかなかのもの』と述べているが、言い換えれば単独での鑑賞価値は低いということだろう。特に栽培されるとの情報はない。